# Balkanmusik
Balkanmusik er en fælles betegnelse for musik, der stammer fra det sydøstlige Europa, specielt fra Balkanhalvøen. Musikken fra dette område adskiller sig markant fra musik i det øvrige Europa, hvilket især skyldes indflydelsen fra musik hos en række etniske minoriteter i området samt fra det Osmanniske Rige, der i lange perioder helt eller delvist havde magten på Balkan. Et af de særlige kendetegn ved balkanmusik er, at den ofte har en kompleks rytme.
Under balkan musik hører flere slags folkemusik fra Balkan, samt Bulgarsk folkemusik.

## Musikalsk indflydelse fra naboer

### Byzantinsk middelaldermusik
Den traditionelle musik fra Byzans er især knyttet til den middelalderlige kirkemusik, som den blev dyrket i Konstantinopel. I det 5. århundrede udviklede der sig mere omfattende salmeformer med indførelsen af kontakiet, en lang og indviklet ceremoni, hvis højdepunkt nås med Skt. Romanos' værker fra det 6. århundrede. Med Irmologion, en omfattende liturgisk bog fra midten af det 10. århundrede, kendes flere end tusind troparier arrangeret i oktoechos (en kirketoneart).

### Osmannisk musik
Mange musikinstrumenter blev introduceret på Balkan under det osmanniske herredømme, men osmannerne tog selv instrumenter til sig fra de lokale beboere. "Balkan" er et tyrkisk ord, der betyder "stejle bjerge". På tilsvarende måde er traditionel tyrkisk militærmusik og andre tyrkiske rytmer og melodier introduceret i balkanmusikken. I det 19. århundrede kom mere moderne tyrkisk militærmusik som i selve Tyrkiet til og erstattede lydene fra traditionelle oboer (zurna, zurla eller mizmar) og trommer med dobbelte membraner.

## Tidlig balkanmusik
I første halvdel af det andet årtusinde betød musikken meget ved flere serbiske kongers hof. Blandt instrumenterne kunne man finde horn, trompeter, lutter, psaltre, trommer og bækkener. Derudover kendte man også mere folkelige instrumenter som fløjter, sækkepiber og forskellige strengeinstrumenter.
| Musik | Spire Denne musikartikel er en spire som bør udbygges. Du er velkommen til at hjælpe Wikipedia ved at udvide den. |